# Evgeni Klevtzov
Evgeni Petrovich Klevtzov (né le 8 mars 1929 à Oboïan, Koursk, Russie, URSS; mort le 24 mars 2003) était un coureur cycliste soviétique.
Moins connu que ses coéquipiers Kapitanov, Melikhov et Petrov, Evgeni Klevtzov, du VS Moscou, 1,77 m pour 76 kg, obtient avec eux la médaille de bronze aux Jeux olympiques de Rome, dans la toute nouvelle épreuve cycliste des 100 km sur route, contre-la-montre par équipes. Il est alors le vétéran de l'équipe.

## Biographie
Evgeni Klevtzov commence la compétition cycliste assez tardivement puisqu'il est âgé de 18 ans. Il était alors mécanicien de machines agricoles. Il remporte la première course à laquelle il prend part. 
Il progresse rapidement au sein du club central de la Russie rurale, dont il gagne le Championnat soviétique des "sociétés". Repéré par les entraineurs du club de l'Armée, il est invité à Moscou pour renforcer le club des militaires, le CDKA (transformé en CSKA) au sein duquel il reste jusqu'à la fin de sa carrière cycliste. En 1951, le Comité des sports de l'Union soviétique se transforme en Comité olympique et l'URSS participe, pour la première aux Jeux olympiques. Evgeni Klevtzov fait partie de la première équipe cycliste à prendre part aux Jeux olympiques. C'était en 1952 à Helsinki. Il a disputé plusieurs Course de la Paix au sein de l'équipe de l'URSS : en 1954 il inaugure la participation de cette équipe à la Course des Trois capitales, en 1956 il "inaugure" aussi la série des 20 victoires de cette équipe au classement par équipes de cette épreuve.
Lorsqu'il quitte la compétition cycliste, il reste dans le milieu cycliste, en tant que mécanicien du CSKA.

## Palmarès

### Palmarès année par année
- 1955
  - 2e et 14e étapes du Tour de l'URSS
- 1956
  - 12e étape de la Course de la Paix[4]
- 1957
  - 3e du Tour de Sotchi
- 1958
  -  Championnat d'URSS du contre-la-montre par équipe (avec Viktor Kapitonov, Youri Melikhov et Anatoli Tcherepovitch)
  - Tour de Sotchi :
    - Classement général
    - 1re et 2e étapes

  - 8eb étape de la Course de la Paix[4]
  - 2e du championnat d'URSS sur route
- 1959
  - Tour de Sotchi
- 1960
  -  Championnat d'URSS du contre-la-montre par équipe (avec Viktor Kapitonov, Youri Melikhov et Alexeï Petrov)
  -  3e du contre-la-montre par équipes aux Jeux olympiques de Rome (avec Viktor Kapitonov, Youri Melikhov et Alexeï Petrov)
  - 5e du championnat du monde sur route amateurs
- 1962
  - 4e du championnat du monde du contre-la-montre par équipes amateurs (avec Viktor Kapitonov, Anatoli Tcherepovitch et Alexeï Petrov)

### Places d'honneur
- 1952
  - 40e de la course en ligne aux Jeux olympiques d'Helsinki
- 1954
  - 43e de la Course de la Paix
- 1956
  - ""25e du championnat du monde sur route amateurs""
  - 30e de la Course de la Paix[5]
- 1957
  - 29e de la Course de la Paix
- 1958
  - 23e de la Course de la Paix
- 1960
  - 33e de la course en ligne aux Jeux olympiques de Rome